# Plagiomimicus pityochromus
Plagiomimicus pityochromus là một loài bướm đêm trong họ Noctuidae.